# Ljudevit Selo
Ljudevit Selo ist ein Vorort zwei Kilometer westlich der slawonischen Stadt Daruvar in Kroatien.
Ljudevit Selo wird erstmals in einem Pachtvertrag vermerkt, den der Verwalter des Grafs Janković, Karl Ditz, mit Venzl Vavrinec aus Böhmen am 28. September 1863 abschloss. In diesem Pachtvertrag ist auch vermerkt, dass in „Feld Lipovac“, gehörig zum Unteren Daruvar, der Graf eine Kolonie mit 25–30 Familien gründen möchte, die den nahegelegenen Lindenwald roden und mit Holzkohle das Glaswerk in Oberen Daruvar versorgen soll. Dieser Ort sollte „Luisendorf“ heißen, weil der Graf es seiner Frau Luise schenken wollte. Den böhmischen Einwanderern gefiel dieser Name nicht, deshalb nannten sie das Dorf „Lipovec“. 1881 trat ein Kroate ins Katasteramt ein und übersetzte das „Luisendorf“ zu „Ljudevitino Selo“.
Auch die heutigen Einwohner nennen ihr Dorf „Lipovec“.